# 伊号第四百一潜水艦
伊号第四百一潜水艦（いごうだいよんひゃくいちせんすいかん）は、第二次世界大戦中の大日本帝国海軍の潜水艦。伊四百型潜水艦の二番艦。

## 概要
1945年（昭和20年）1月8日竣工したが、既に日本の敗戦は色濃くなりつつあった。それでも終戦直前の7月20日、アメリカ海軍機動部隊の泊地であるウルシー環礁を攻撃すべく舞鶴を出港、23日に大湊を出撃した。指揮官として第1潜水隊司令有泉龍之助大佐が座乗した。潜水艦長は南部伸清少佐が務めた。もともと設計時に想定された通常の攻撃ではなく、3機の『晴嵐』は特攻機として使用する予定であり、搭乗員に特攻隊員としての短刀が渡され、出撃時に特攻の別れの杯の式が執り行われていた。
僚艦伊号第四百潜水艦と途中合流の予定だったが合流できなかった。攻撃開始の直前に終戦となり、降伏の命令を現地で受ける。艦内では自沈か攻撃かで激論となったが、結局は艦長の判断で帰還と決し、艦載機を機密保持のため海上にて処分し、帰還途上の8月29日にアメリカ海軍により海上で接収される。有泉司令はこの2日後司令室で自決した。ただし自決日は8月29日とする資料もある（『陸海軍将官人事総覧 海軍篇』では8月29日、半藤一利著『戦死の遺書』文春文庫1995年では8月31日）。乗員204名中に他に自決者は出なかった。
その後アメリカ海軍の手によって技術面の調査や実験をされた後、1946年5月31日にハワイ準州の真珠湾沖で海没処分された。2005年に、ハワイ大学ウィルシャー教授のチームによってオアフ島沖で発見され、沈没地点が特定された。
艦載機の機密保持とは、通常、日本軍機は深緑色に国籍は日の丸のエンブレムであるが、ウルシー環礁を特別攻撃する際に、艦載機の外装をシルバーに、国籍をアメリカ軍の星形を付けアメリカ軍機の偽装をした。

## 艦歴
- 1943年（昭和18年）4月26日 - 佐世保海軍工廠で起工。
  - 12月22日 - 「伊号第四百一潜水艦」と命名。
- 1944年（昭和19年）3月11日 - 進水。
- 1945年（昭和20年）1月8日 - 竣工。連合艦隊第6艦隊第1潜水隊に所属。内海で訓練に従事。
  - 4月12日 - 燃料補給のため大連へ向かう途中、伊予灘姫島灯台沖で機雷に接触し小破。呉に引き返す。
  - 6月 - 七尾湾で艦載機の発着訓練に従事。
  - 7月23日 - ウルシー攻撃のため大湊を出港。出港直後に陸軍守備隊から誤射される
  - 8月15日 - 終戦をポナペ島南方海面で迎え、日本へ帰投。大湊を目指した。
  - 8月29日 - 浮上航行中、三陸沖で米潜「セグンド」に発見される。
  - 8月30日 - 離脱を図ったが左舷機関が故障し、速力低下。セグンドに追いつかれた。日の出後、ヒラム･カスディ中佐の率いるアメリカ軍兵士6名が接収。
  - 8月31日 - 横須賀港に帰港。
  - 9月15日 - 除籍。
  - 10月 - 佐世保へ回航。
- 1946年（昭和21年）1月 - 佐世保を出港、アメリカ本土に回航し技術調査される。その後真珠湾へ曳航。
  - 5月31日 - ハワイ近海で実艦標的として撃沈処分
- 2005年3月20日 - ハワイ大学の研究チームにより船体が発見される。

## 歴代艦長
※『艦長たちの軍艦史』442-443頁による。

### 艤装員長
1. 南部伸清 少佐：1944年12月11日 -

### 潜水艦長
1. 南部伸清 少佐：1945年1月8日 -